# Vladimír Kostka

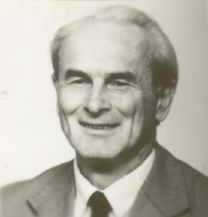
Vladimír Kostka

Vladimír Kostka (* 20. August 1922 in Třebíč, Tschechoslowakei; † 18. September 2009 in Prag) war ein tschechischer Eishockeyspieler und -trainer, der die tschechoslowakische Eishockeynationalmannschaft zur Goldmedaille bei der Weltmeisterschaft 1972 führte. Sein Sohn Vladimír Kostka junior absolvierte zwölf Spielzeiten für Sparta Prag und Dukla Jihlava und nahm an der Weltmeisterschaft 1975 teil.

## Karriere
Vladimír Kostka spielte zwischen 1938 und 1954 in der höchsten Spielklasse der Tschechoslowakei, der 1. Liga, für SK Sokol Konice, VŠ Brno, Moravia Slavia Brno, Baník Ostrava und VŠ Prag. Danach begann er seine Trainerlaufbahn, die ihn bis zum Cheftrainerposten der tschechoslowakischen Auswahlmannschaft führte. Neben dieser Tätigkeit absolvierte er ein Sportstudium und erwarb mehrere akademische Titel, unter anderem einen Doktor- und einen Professortitel.
Kostka war einer der erfolgreichsten Trainer der tschechoslowakischen Auswahl, mit der er zwei Medaillen bei Olympischen Winterspielen und sechs Medaillen bei Weltmeisterschaften gewann. Zudem gewann er drei weitere Medaillen als Assistenztrainer der Nationalauswahl.
Der Höhepunkt seiner Karriere war die Weltmeisterschaft 1972, bei der er das Team zusammen mit Co-Trainer Jaroslav Pitner in Prag zum Weltmeistertitel führte. Damit brach das Team, vier Jahre nach dem Prager Frühling 1968, die neunjährige Siegesserie der UdSSR bei Weltmeisterschaften. Schon drei Jahre zuvor, bei der Weltmeisterschaft 1969, gelangen den Tschechoslowaken zwei Siege, 2:0 und 4:3, gegen die Sowjetunion. Diese beiden Spiele gehören zu den emotionalsten Partien bei Weltmeisterschaften während des Kalten Krieges, da die tschechoslowakischen Nationalspieler nach beiden Spielen den Handschlag mit den Sowjets verweigerten und teilweise den roten Stern auf ihren Trikots überklebt hatten.
Die Erfolge gegen die Sowjetunion wurden auch durch eine neue Taktik ermöglicht, die Vladimír Kostka erfand: der falsche Flügel. Dabei wurden bei gegnerischen Angriffen einer der beiden Flügelspieler zu einem zusätzlichen Verteidiger umfunktioniert, um die Angriffe besser abwehren zu können.
Nach dem Ende seiner Trainerlaufbahn war Kostka zwischen 1980 und 1988 Präsident des Tschechoslowakischen Eishockeyverbandes. Zudem gehörte er über viele Jahre dem Trainer-Komitee der IIHF an.
Vladimír Kostka ist Autor mehrerer Bücher, die sich mit der Taktik und der Geschichte des Eishockeys auseinandersetzen.
1997 wurde Kostka in der Kategorie Funktionär der IIHF Hall of Fame aufgenommen. Zudem ist er Mitglied der tschechischen Hall of Fame. Am 18. September 2009 verstarb Kostka im Alter von 87 Jahren.

## Erfolge

### Als Trainer
| - Bronzemedaille bei der Weltmeisterschaft 1957 - Silbermedaille bei den Olympischen Winterspielen 1968 - Bronzemedaille bei der Weltmeisterschaft 1969 - Bronzemedaille bei der Weltmeisterschaft 1970 | - Silbermedaille bei der Weltmeisterschaft 1971 - Bronzemedaille bei den Olympischen Winterspielen 1972 - Goldmedaille bei der Weltmeisterschaft 1972 - Bronzemedaille bei der Weltmeisterschaft 1973 |

### Als Assistenztrainer
- Silbermedaille bei der Weltmeisterschaft 1961, Europameister; Cheftrainer: Zdeněk Andršt
- Silbermedaille bei der Weltmeisterschaft 1965; Cheftrainer: Vladimír Bouzek
- Silbermedaille bei der Weltmeisterschaft 1966; Cheftrainer: Vladimír Bouzek

## Publikationen
- 100 tréninků hokejové taktiky Olympia, Prag 1981
- Eishockey Übersetzung aus dem Tschechischen von Willi Franz; Sportverlag, Berlin 1989, ISBN 3-328-00281-2
- Hochei : Jocul modern Übersetzung von Moderní hokej ins Rumänische durch Monica Dobreş Breazu; Editura Sport-turism, Bukarest	1975
- Jednotný tréninkový systém v ledním hokeji. 2. díl, Dospělí Olympia, Prag 1979
- Jednotný tréninkový systém v ledním hokeji. 1. díl, Mládež Olympia 1975
- Lední hockey : Celoroční práce oddílu Sokolské nakl., Prag 1952
- Lední hokej : teorie a didaktika SPN, Prag 1986
- Lední hokej : Učeb. text pro trenéry 2. třídy Olympia, Prag 1977
- Lední hokej STN, Prag 1956
- Moderní hokej : trenér, trénink, hra Olympia, Prag 1984